# Vennbahn
| |                                                                               |                                                                   |                                                                   |
| Streckennummer (DB): | 2563 Aachen-Rothe Erde – Hahn 2572 Stolberg – Walheim Grenze                  |                                                                   |                                                                   |
| Streckennummer: | L 48 (Belgien) Grenze – St. Vith L 47 (Belgien) St. Vith – Grenze → Ulflingen |                                                                   |                                                                   |
| Kursbuchstrecke (DB): | zuletzt 247f 247m (1960) 247a (AC-Rothe Erde–Walheim 1946)                    |                                                                   |                                                                   |
| Spurweite: | 1435 mm (Normalspur)                                                          |                                                                   |                                                                   |
| |                                                                               |                                                                   |                                                                   |
| \| \| \| SFS von Aachen Hbf, von Mönchengladbach \| \| \| \| 0,0 \| Aachen-Rothe Erde \| Aachen-Rothe Erde \| \| \| \| SFS nach Köln \| \| \| \| 0,6 \| Philips (Anst) \| Philips (Anst) \| \| \| 0,7 \| Aachen-Rothe Erde Eifelanschluß (Anst) \| Aachen-Rothe Erde Eifelanschluß (Anst) \| \| \| 5,2 \| Brand (Rheinl) \| Brand (Rheinl) \| \| \| 7,4 \| Niederforstbach \| Niederforstbach \| \| \| \| Rollefbachviadukt \| \| \| \| 9,3 \| Kornelimünster \| Kornelimünster \| \| \| \| Iterbachviadukt \| \| \| \| \| Strecke von Stolberg \| \| \| \| 12,2 \| Hahn \| Hahn \| \| \| 13,2 \| Walheim (b Aachen) \| Walheim (b Aachen) \| \| \| 15,1 \| Schmithof \| Schmithof \| \| \| \| \| \| \| \| 17,3 \| Walheim (Grenze) (Gp) Staatsgrenze Deutschland / Belgien \| Walheim (Grenze) (Gp) Staatsgrenze Deutschland / Belgien \| \| \| \| \| \| \| \| 19,7 \| Raeren \| Raeren \| \| \| \| nach Eupen (L 49) \| \| \| \| ~ 20,0 \| \| ab hier Gleise abgebaut \| \| \| \| \| \| \| \| \| Staatsgrenze Belgien/Deutschland (Strecke belgisches Territorium) \| \| \| \| \| \| \| \| \| 27,8 \| Roetgen \| Roetgen \| \| \| \| Bundesstraße 258 \| \| \| \| 30,4 \| Roetgen Süd \| Roetgen Süd \| \| \| 36,6 \| Lammersdorf \| Lammersdorf \| \| \| 41,2 \| Konzen \| Konzen \| \| \| 45,4 \| Monschau \| Monschau \| \| \| \| Viadukt Reichenstein \| \| \| \| \| Staatsgrenze Deutschland / Belgien \| \| \| \| 52,3 \| Kalterherberg \| ab hier Gleise wieder vorhanden \| \| \| 59,4 \| Sourbrodt \| ab hier Gleise abgebaut \| \| \| \| ehem. Feldbahn des Lagers Elsenborn \| \| \| \| \| Robertville \| \| \| \| \| Viadukt Weywertz \| \| \| \| 64,7 \| Weywertz-Nidrum \| Weywertz-Nidrum \| \| \| \| ehem. Vennquerbahn von Jünkerath (L 45A) \| \| \| \| 66,5 \| Weywertz \| Weywertz \| \| \| 71,1 \| Faymonville \| Faymonville \| \| \| 71,8 \| Weismes \| Weismes \| \| \| \| ehem. Strecke nach Stavelot (L 45) \| \| \| \| 74,3 \| Ondenval \| Ondenval \| \| \| 79,3 \| Montenau \| Montenau \| \| \| \| ehem. Strecke von Vielsalm (L 47A) \| \| \| \| 82,9 \| Born (Eifel) \| Born (Eifel) \| \| \| \| geplante Ourtalbahn \| \| \| \| 88,9 \| Sankt Vith \| Sankt Vith \| \| \| \| ehem. Strecke nach Libramont (L 163) \| \| \| \| \| Neidingen \| \| \| \| \| Tunnel Lommersweiler (120 m/166 m) \| \| \| \| 95,1 \| Lommersweiler \| Lommersweiler \| \| \| \| ehem. zur Westeifelbahn (L 46) \| \| \| \| \| Elcherather Tunnel (385 m) \| \| \| \| \| Ourtalviadukt \| \| \| \| \| Staatsgrenze Belgien / Deutschland \| \| \| \| \| Staatsgrenze Deutschland / Belgien \| \| \| \| \| Auel \| \| \| \| \| Reuland \| \| \| \| 99,9 \| Burg-Reuland \| Burg-Reuland \| \| \| 104,9 \| Oudler \| Oudler \| \| \| 108,4 \| Lengeler \| Lengeler \| \| \| \| Tunnel Wilwerdingen (790 m) \| \| \| \| 111,4 \| Staatsgrenze Belgien / Luxemburg \| Staatsgrenze Belgien / Luxemburg \| \| \| \| \| \| \| \| 114,5 \| Wilwerdingen \| Wilwerdingen \| \| \| \| Strecke von Gouvy (L 42) \| \| \| \| \| Tunnel Ulflingen (165 m) \| \| \| \| \| Ulflingen \| \| \| \| \| Strecke nach Luxemburg Ligne 1 (CFL) \| \| \| \| \| \| \| \| Quellen: [1][2] \| \| \| \| |                                                                               |                                                                   |                                                                   |
| |                                                                               | SFS von Aachen Hbf, von Mönchengladbach                           |                                                                   |
| Bahnhof | 0,0                                                                           | Aachen-Rothe Erde                                                 | Aachen-Rothe Erde                                                 |
| Abzweig ehemals geradeaus und nach links |                                                                               | SFS nach Köln                                                     | SFS nach Köln                                                     |
| Blockstelle (Strecke außer Betrieb) | 0,6                                                                           | Philips (Anst)                                                    | Philips (Anst)                                                    |
| Blockstelle (Strecke außer Betrieb) | 0,7                                                                           | Aachen-Rothe Erde Eifelanschluß (Anst)                            | Aachen-Rothe Erde Eifelanschluß (Anst)                            |
| Bahnhof (Strecke außer Betrieb) | 5,2                                                                           | Brand (Rheinl)                                                    | Brand (Rheinl)                                                    |
| Haltepunkt / Haltestelle (Strecke außer Betrieb) | 7,4                                                                           | Niederforstbach                                                   | Niederforstbach                                                   |
| Brücke (Strecke außer Betrieb) |                                                                               | Rollefbachviadukt                                                 | Rollefbachviadukt                                                 |
| Bahnhof (Strecke außer Betrieb) | 9,3                                                                           | Kornelimünster                                                    | Kornelimünster                                                    |
| Brücke (Strecke außer Betrieb) |                                                                               | Iterbachviadukt                                                   | Iterbachviadukt                                                   |
| Abzweig ehemals geradeaus und von links |                                                                               | Strecke von Stolberg                                              | Strecke von Stolberg                                              |
| ehemaliger Haltepunkt / Haltestelle | 12,2                                                                          | Hahn                                                              | Hahn                                                              |
| ehemaliger Bahnhof | 13,2                                                                          | Walheim (b Aachen)                                                | Walheim (b Aachen)                                                |
| ehemaliger Haltepunkt / Haltestelle | 15,1                                                                          | Schmithof                                                         | Schmithof                                                         |
| |                                                                               |                                                                   |                                                                   |
| Grenze | 17,3                                                                          | Walheim (Grenze) (Gp) Staatsgrenze Deutschland / Belgien          | Walheim (Grenze) (Gp) Staatsgrenze Deutschland / Belgien          |
| |                                                                               |                                                                   |                                                                   |
| ehemaliger Bahnhof | 19,7                                                                          | Raeren                                                            | Raeren                                                            |
| Abzweig ehemals geradeaus, nach rechts und ehemals von rechts |                                                                               | nach Eupen (L 49)                                                 | nach Eupen (L 49)                                                 |
| | ~ 20,0                                                                        |                                                                   | ab hier Gleise abgebaut                                           |
| |                                                                               |                                                                   |                                                                   |
| Grenze (Strecke außer Betrieb) |                                                                               | Staatsgrenze Belgien/Deutschland (Strecke belgisches Territorium) | Staatsgrenze Belgien/Deutschland (Strecke belgisches Territorium) |
| |                                                                               |                                                                   |                                                                   |
| Bahnhof (Strecke außer Betrieb) | 27,8                                                                          | Roetgen                                                           | Roetgen                                                           |
| Bahnübergang (Strecke außer Betrieb) |                                                                               | Bundesstraße 258                                                  | Bundesstraße 258                                                  |
| Haltepunkt / Haltestelle (Strecke außer Betrieb) | 30,4                                                                          | Roetgen Süd                                                       | Roetgen Süd                                                       |
| Bahnhof (Strecke außer Betrieb) | 36,6                                                                          | Lammersdorf                                                       | Lammersdorf                                                       |
| Bahnhof (Strecke außer Betrieb) | 41,2                                                                          | Konzen                                                            | Konzen                                                            |
| Bahnhof (Strecke außer Betrieb) | 45,4                                                                          | Monschau                                                          | Monschau                                                          |
| Brücke (Strecke außer Betrieb) |                                                                               | Viadukt Reichenstein                                              | Viadukt Reichenstein                                              |
| Grenze (Strecke außer Betrieb) |                                                                               | Staatsgrenze Deutschland / Belgien                                | Staatsgrenze Deutschland / Belgien                                |
| Bahnhof (Strecke außer Betrieb) | 52,3                                                                          | Kalterherberg                                                     | ab hier Gleise wieder vorhanden                                   |
| Bahnhof (Strecke außer Betrieb) | 59,4                                                                          | Sourbrodt                                                         | ab hier Gleise abgebaut                                           |
| Abzweig mit U-Bahn geradeaus und nach links (Strecke außer Betrieb) |                                                                               | ehem. Feldbahn des Lagers Elsenborn                               | ehem. Feldbahn des Lagers Elsenborn                               |
| Haltepunkt / Haltestelle (Strecke außer Betrieb) |                                                                               | Robertville                                                       | Robertville                                                       |
| Brücke (Strecke außer Betrieb) |                                                                               | Viadukt Weywertz                                                  | Viadukt Weywertz                                                  |
| Haltepunkt / Haltestelle (Strecke außer Betrieb) | 64,7                                                                          | Weywertz-Nidrum                                                   | Weywertz-Nidrum                                                   |
| Abzweig geradeaus und von links (Strecke außer Betrieb) |                                                                               | ehem. Vennquerbahn von Jünkerath (L 45A)                          | ehem. Vennquerbahn von Jünkerath (L 45A)                          |
| Bahnhof (Strecke außer Betrieb) | 66,5                                                                          | Weywertz                                                          | Weywertz                                                          |
| Haltepunkt / Haltestelle (Strecke außer Betrieb) | 71,1                                                                          | Faymonville                                                       | Faymonville                                                       |
| Bahnhof (Strecke außer Betrieb) | 71,8                                                                          | Weismes                                                           | Weismes                                                           |
| Abzweig geradeaus und nach rechts (Strecke außer Betrieb) |                                                                               | ehem. Strecke nach Stavelot (L 45)                                | ehem. Strecke nach Stavelot (L 45)                                |
| Haltepunkt / Haltestelle (Strecke außer Betrieb) | 74,3                                                                          | Ondenval                                                          | Ondenval                                                          |
| Haltepunkt / Haltestelle (Strecke außer Betrieb) | 79,3                                                                          | Montenau                                                          | Montenau                                                          |
| Abzweig geradeaus und von rechts (Strecke außer Betrieb) |                                                                               | ehem. Strecke von Vielsalm (L 47A)                                | ehem. Strecke von Vielsalm (L 47A)                                |
| Haltepunkt / Haltestelle (Strecke außer Betrieb) | 82,9                                                                          | Born (Eifel)                                                      | Born (Eifel)                                                      |
| Abzweig geradeaus, nach links und von links (Strecke außer Betrieb) |                                                                               | geplante Ourtalbahn                                               | geplante Ourtalbahn                                               |
| Bahnhof (Strecke außer Betrieb) | 88,9                                                                          | Sankt Vith                                                        | Sankt Vith                                                        |
| Abzweig geradeaus, nach rechts und von rechts (Strecke außer Betrieb) |                                                                               | ehem. Strecke nach Libramont (L 163)                              | ehem. Strecke nach Libramont (L 163)                              |
| Haltepunkt / Haltestelle (Strecke außer Betrieb) |                                                                               | Neidingen                                                         | Neidingen                                                         |
| Tunnel (Strecke außer Betrieb) |                                                                               | Tunnel Lommersweiler (120 m/166 m)                                | Tunnel Lommersweiler (120 m/166 m)                                |
| Bahnhof (Strecke außer Betrieb) | 95,1                                                                          | Lommersweiler                                                     | Lommersweiler                                                     |
| Abzweig geradeaus und nach links (Strecke außer Betrieb) |                                                                               | ehem. zur Westeifelbahn (L 46)                                    | ehem. zur Westeifelbahn (L 46)                                    |
| Tunnel (Strecke außer Betrieb) |                                                                               | Elcherather Tunnel (385 m)                                        | Elcherather Tunnel (385 m)                                        |
| Brücke (Strecke außer Betrieb) |                                                                               | Ourtalviadukt                                                     | Ourtalviadukt                                                     |
| Grenze (Strecke außer Betrieb) |                                                                               | Staatsgrenze Belgien / Deutschland                                | Staatsgrenze Belgien / Deutschland                                |
| Grenze (Strecke außer Betrieb) |                                                                               | Staatsgrenze Deutschland / Belgien                                | Staatsgrenze Deutschland / Belgien                                |
| Haltepunkt / Haltestelle (Strecke außer Betrieb) |                                                                               | Auel                                                              | Auel                                                              |
| Bahnhof (Strecke außer Betrieb) |                                                                               | Reuland                                                           | Reuland                                                           |
| Haltepunkt / Haltestelle (Strecke außer Betrieb) | 99,9                                                                          | Burg-Reuland                                                      | Burg-Reuland                                                      |
| Bahnhof (Strecke außer Betrieb) | 104,9                                                                         | Oudler                                                            | Oudler                                                            |
| Bahnhof (Strecke außer Betrieb) | 108,4                                                                         | Lengeler                                                          | Lengeler                                                          |
| Tunnelanfang (Strecke außer Betrieb) |                                                                               | Tunnel Wilwerdingen (790 m)                                       | Tunnel Wilwerdingen (790 m)                                       |
| Grenze (Strecke außer Betrieb) (im Tunnel) | 111,4                                                                         | Staatsgrenze Belgien / Luxemburg                                  | Staatsgrenze Belgien / Luxemburg                                  |
| Tunnelende (Strecke außer Betrieb) |                                                                               |                                                                   |                                                                   |
| Bahnhof (Strecke außer Betrieb) | 114,5                                                                         | Wilwerdingen                                                      | Wilwerdingen                                                      |
| Abzweig ehemals geradeaus und von rechts |                                                                               | Strecke von Gouvy (L 42)                                          | Strecke von Gouvy (L 42)                                          |
| Tunnel |                                                                               | Tunnel Ulflingen (165 m)                                          | Tunnel Ulflingen (165 m)                                          |
| Bahnhof |                                                                               | Ulflingen                                                         | Ulflingen                                                         |
| |                                                                               | Strecke nach Luxemburg Ligne 1 (CFL)                              |                                                                   |
| |                                                                               |                                                                   |                                                                   |
| Quellen: |                                                                               |                                                                   |                                                                   |

Die Vennbahn ist eine ehemalige Eisenbahnstrecke des Personen- und Güterverkehrs zwischen Aachen und Ulflingen (frz. Troisvierges) in Luxemburg über Monschau und Sankt Vith mit Anschlüssen nach Stolberg (Rheinland), Eupen, Malmedy, Jünkerath und Prüm. Infolge der Grenzziehung und der Gebietsabtretungen nach dem Ersten Weltkrieg wechselte die ursprünglich deutsche Trasse in einigen Abschnitten ihres Verlaufs von Aachen nach Ulflingen von deutschem auf belgisches Staatsgebiet.
Ursprünglich verband die Vennbahn die Industriezentren von Aachen-Rothe Erde auf dem kürzesten Wege mit Luxemburg. Der Gleiskörper ist größtenteils entfernt und auf bzw. neben der Bahntrasse wurde ein Fernradweg gebaut.

## Geschichte

### Bau und Betrieb bis zum Ersten Weltkrieg

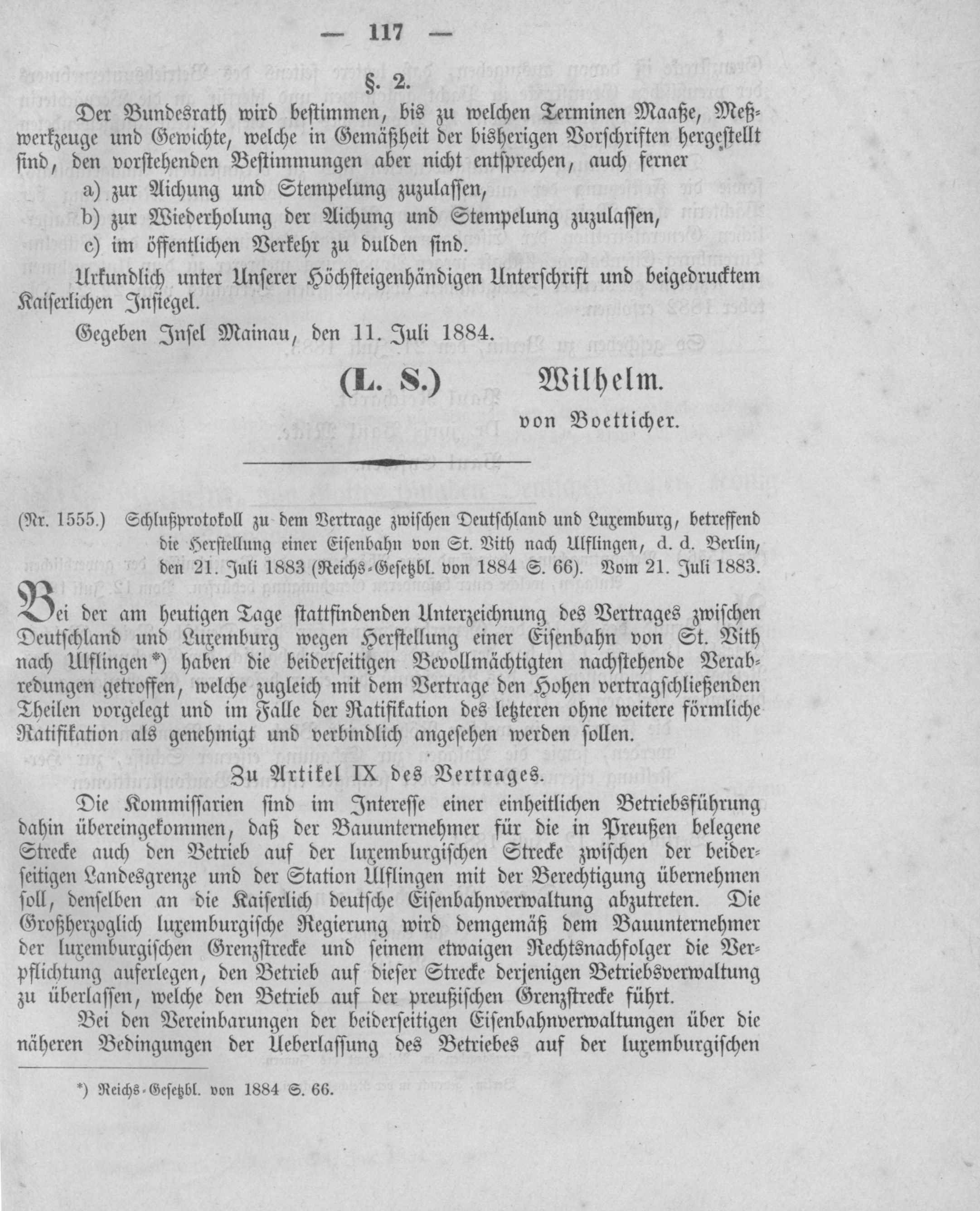
Urkunde zur Strecke St. Vith – Ulfingen aus dem Jahr 1884

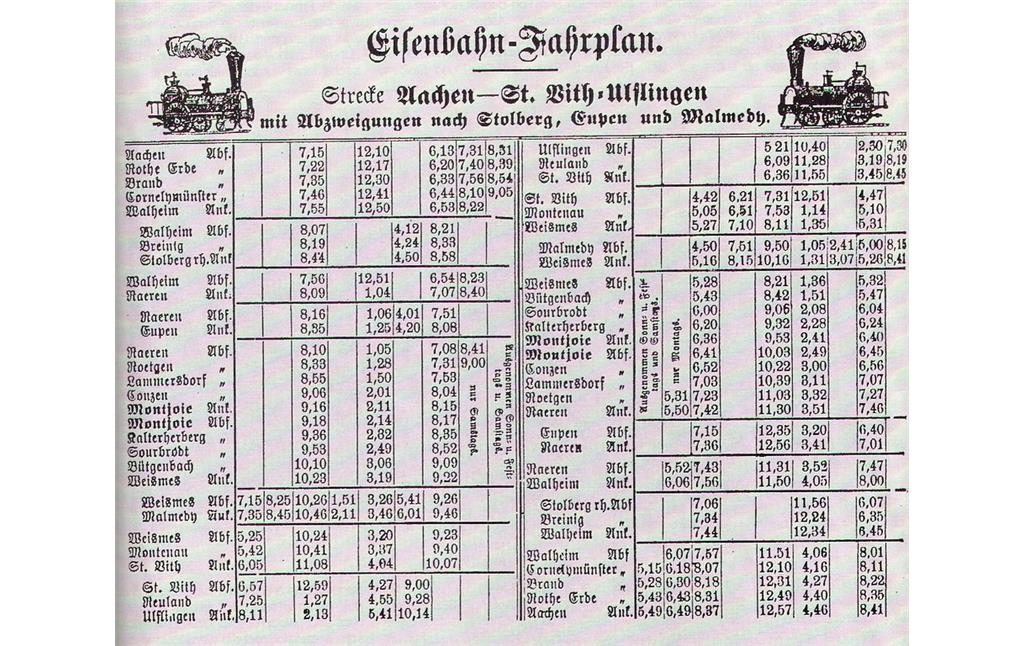
Fahrplan um 1890 in historischer 12-Stunden-Zählung

Seit 1873 forderten die Städte und Kreise Malmedy, Monschau, Eupen und Stolberg der Rheinprovinz eine Bahnstrecke, die die Industrieorte miteinander verbinden und bis nach Luxemburg führen sollte. Mit einem Beschluss der preußischen Regierung wurde ab 1882 an der Strecke gebaut und ab 1885 die Teilstrecke von Aachen-Rothe Erde nach Walheim in Betrieb genommen. Beim Anschluss der Stolberger Talbahn traten Verzögerungen auf.
Folgende Streckenabschnitte wurden in Betrieb genommen:
- Aachen-Rothe Erde - Walheim, 1885
- Hahn – Monschau: 30. Juni 1885
- Monschau – Weismes: 1. Dezember 1885
- Weismes – Sankt Vith: 20. November 1887
- Stolberg – Hahn: 21. Dezember 1889

Der Gesamtbetrieb wurde am 4. November 1889 von der Preußischen Staatsbahn zunächst eingleisig aufgenommen und diente in erster Linie dem Transport von Steinkohle aus dem Wurmrevier und dem Inderevier in Richtung Luxemburg und in der Gegenrichtung von Eisenerz zum Thomasstahlwerk nach Aachen Rothe Erde und zur Konkordia-Hütte in Eschweiler. Außerdem erschloss die Strecke die strukturschwachen Wirtschaftsräume von Westeifel und Hohem Venn, indem sie eine Fahrmöglichkeit zu den Arbeitsplätzen in der Aachener Industrie bot. Der über Bahnstrecke Stolberg–Walheim angebundene Ort Breinig erhielt ein Bahnhofsgebäude, weitere Betriebe entlang der Trasse erhielten eigene Anschlussgleise. Ab 1893 begann der zweigleisige Ausbau der Strecke von Stolberg über Hahn (Anschluss von Aachen) bis Walheim (Grenze); er wurde am 8. Mai 1909 mit dem Abschnitt zwischen Walheim und Lommersweiler beendet. Der Ausbau erfolgte in engen Kurven mit Radien ab 300 Meter und häufigen Steigungen von bis zu 1,7 %. Das Teilstück Aachen – Hahn blieb eingleisig.
Sankt Vith war ein bedeutender Eisenbahnknoten (siehe hier). Zitat: Besonders das Wirtschaftsleben in St.Vith und Umgebung ist durch die Bahn gefördert worden. Der Bahnhof St. Vith beschäftigte in seiner Glanzzeit (1910–1925) rund 1200 Personen und war das größte Unternehmen der Gegend. Die Bevölkerungszahl St. Viths wuchs ständig. In den 1920er Jahren passierten täglich knapp 30 Personenzüge den St. Vither Bahnhof. Dazu kamen rund 80 Güterzüge. Pro Tag wurden 1200 bis 1500 Waggons in St. Vith rangiert.

### Erster Weltkrieg und Versailler Vertrag
Im Ersten Weltkrieg kam der Vennbahn durch ihre Nähe zur Westfront und über den Schlieffenplan eine weitere Bedeutung als Aufmarsch- und Nachschubstrecke zu. Ab dem 2. August 1914 wurden entlang der Strecke Truppen für den Angriff auf den Festungsring Lüttich ausgeladen. Später wurden weitere von ihr ausgehende Eisenbahnstrecken erbaut, so dass die Vennbahn die Kernlinie eines ganzen Netzes von strategischen Bahnen wurde.
Aufgrund des Versailler Vertrags musste das Deutsche Reich die seit 1815 preußischen Kreise Eupen und Malmedy am 10. Januar 1920 an Belgien abtreten. Die Strecke wechselte durch die neue Grenzziehung in ihrem Verlauf nun mehrfach zwischen dem deutschen Reichsgebiet und Belgien. Belgien forderte, die Vennbahn unter belgische Verwaltung zu stellen, da sie für die Städte Malmedy und Eupen von besonderer wirtschaftlicher Bedeutung sei, und konnte sich durchsetzen. Am 27. März 1920 wurde von einer Grenzfeststellungskommission, der Vertreter Frankreichs, Englands, Italiens und Japans angehörten, festgelegt, dass der belgische Staat Eigentümer der Eisenbahnstrecke mitsamt ihren Bahnhöfen zwischen Raeren und Kalterherberg (dessen Bahnhof heute im belgischen Ort Leykaul liegt) sein sollte. Ab Raeren wurde die Bahnstrecke belgisches Hoheitsgebiet. Den Betrieb auf der Vennbahn führte seit dem 1. November 1921 die belgische Staatsbahn NMBS/SNCB durch. 1924 wurde das zweite Gleis auf Veranlassung der alliierten Besatzer wieder zurückgebaut.
Ein Kuriosum sind fünf deutsche Exklaven, die entstanden sind, da die Eisenbahntrasse belgisches Hoheitsgebiet wurde. Diese Exklaven bestehen heute noch, da die Trasse der Vennbahn offiziell belgisches Staatsgebiet ist und die westlich davon gelegenen Orte vom deutschen Staatsgebiet abschneidet. Es handelt sich um:
- Ruitzhof (zu Kalterherberg, Stadtteil von Monschau),
- Mützenich (Stadtteil von Monschau),
- das Gehöft Rückschlag (zu Konzen, Stadtteil von Monschau),
- der westliche Teil von Lammersdorf (Ortsteil von Simmerath) und
- Teile von Roetgen.

Das Bahngelände war und ist ohne belgische Zoll- oder Polizeikontrolle zugänglich. Eine weitere Exklave bestand bei Hemmeres, bis der dortige Trassenabschnitt 1958 an Deutschland zurückgegeben wurde.

### Betrieb um den Zweiten Weltkrieg

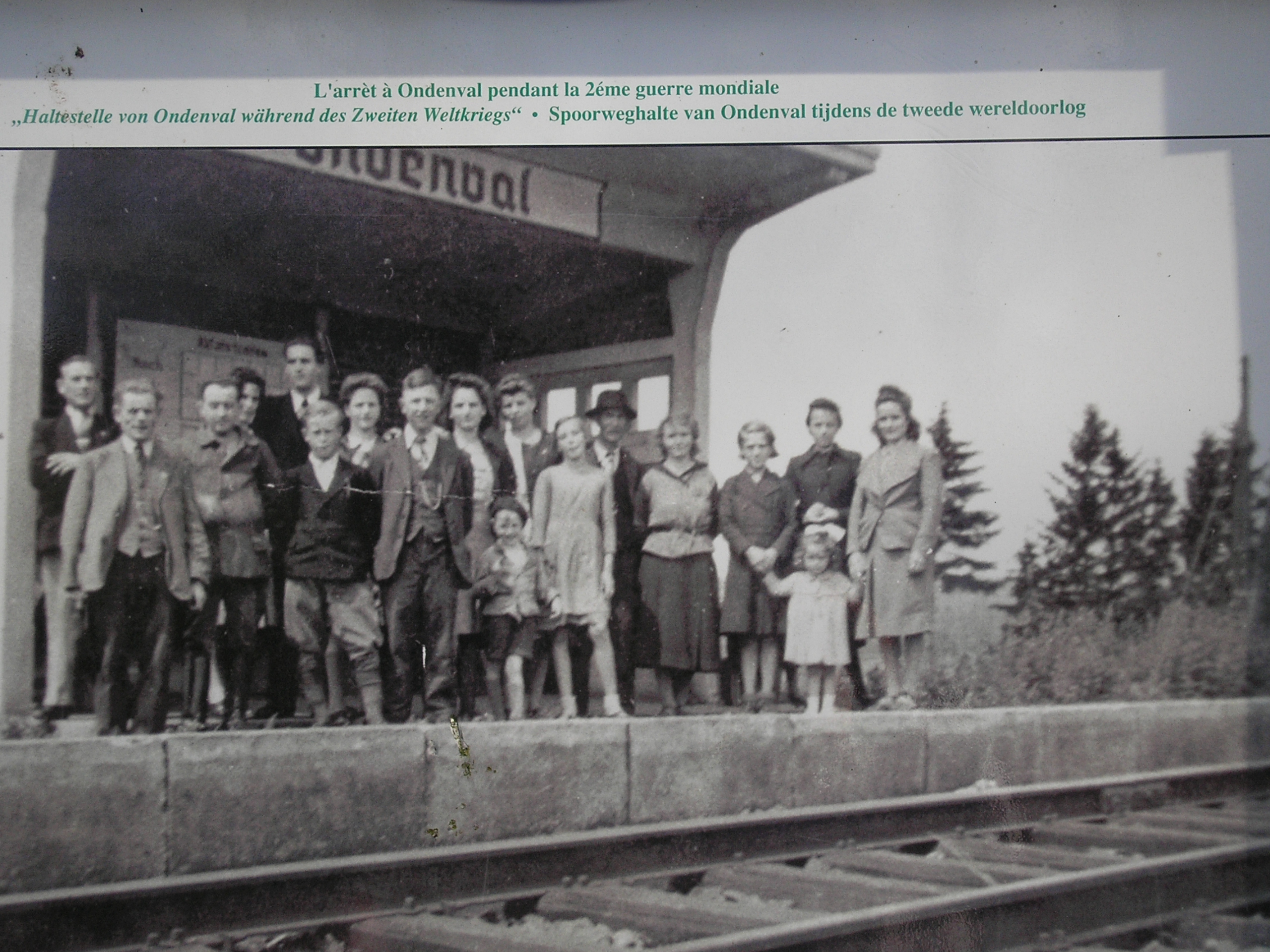
Haltepunkt Ondenval im Zweiten Weltkrieg

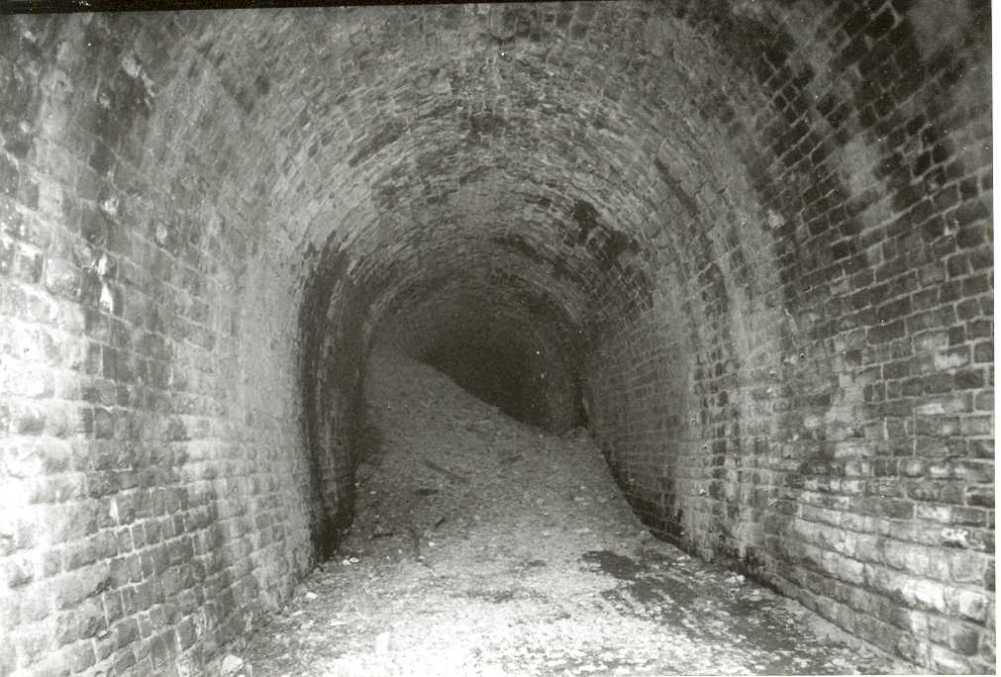
Durch eine Sprengung zerstörter Tunnel der Vennbahn bei Lommersweiler

Das anfänglich hohe Verkehrsaufkommen ging nach dem Kriegsende 1918 zurück, unter anderem weil Luxemburg im Zusammenhang mit der Weltwirtschaftskrise seine Märkte für das Eisenerz nach Frankreich verlagerte. Hinzu kam der neu eingeführte Zoll, der die luxemburgischen Erze im Deutschen Reich verteuerte. Ab dem 1. Januar 1932 fuhren keine Kokstransporte mehr auf der Strecke. Der grenzüberschreitende Verkehr nach Luxemburg wurde kurz vor dem Zweiten Weltkrieg schließlich ganz eingestellt.
Im Zweiten Weltkrieg begann die Wehrmacht am 10. Mai 1940 den Westfeldzug, der bereits sechs Wochen später endete. Belgien war bis 1944/45 besetzt. Nach der Landung der Westalliierten in der Normandie wurde die Vennbahn zunächst wieder für deutsche Militärtransporte an Teile der Westfront verwendet. Als sich die Wehrmacht-Truppen vor den vorrückenden alliierten Truppen hinter den Westwall zurückziehen mussten, sprengten motorisierte Sprengkommandos der Pioniere Brücken und Tunnel der Vennbahn; lediglich das abseits gelegene Viadukt über das Rolleftal zwischen Aachen-Brand und Kornelimünster blieb intakt. Während der Ardennenoffensive (Mitte Dezember 1944 bis Mitte Januar 1945) bombardierten britische und amerikanische Bomber die Vennbahn. Noch vor Kriegsende reparierten US-Soldaten das Falkenbachviadukt bei Kornelimünster und das kleinere Viadukt bei Stolberg-Rüst. Bereits im Februar 1945 wurde der Abschnitt Stolberg (Rheinland)–Raeren wieder befahren - die Lokomotiven kamen aus den USA. Die Vennbahn wurde nun Nachschublinie der Westalliierten, unter anderem für die Operation Grenade (3. Februar bis 11. März 1945 - Überquerung der Rur und Vorstoß bis zum Rhein).
Der Wiederaufbau zog sich lange hin; zwischen Lommersweiler und Burg-Reuland unterblieb er wegen der umfangreichen Zerstörungen ganz. Das nördliche Reststück konnte daher trotz der sich abzeichnenden europäischen Einigung nicht weiter für seinen ursprünglichen Zweck genutzt werden und wurde ebenfalls nach und nach stillgelegt. Zwischen Raeren und Sourbrodt wurde 1945 der Personenverkehr nicht mehr aufgenommen. Zwischen Wilwerdingen und Ulflingen gab es noch bis zum 17. November 1950, zwischen Aachen und Brand bis zum 22. November 1959 und zwischen Stolberg und Schmithof bis zum 31. Dezember 1961 Personenverkehr.

### Niedergang nach dem Zweiten Weltkrieg

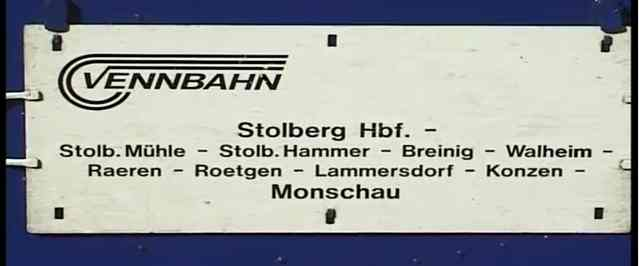
Zugfahrt auf der Vennbahnlinie 1998

Nach dem Zweiten Weltkrieg sank die Auslastung stetig, so dass die Strecke schließlich bis 1989 vollständig stillgelegt und teilweise rückgebaut wurde. Der Güterverkehr zwischen Burg-Reuland und Wilwerdingen endete schon 1962, zwischen Wilwerdingen und Ulflingen 1977, zwischen Aachen-Rothe Erde und Brand am 31. August 1984, zwischen Raeren und Sourbrodt am 30. Juni 1989 und zwischen Stolberg-Mühle und Walheim-Schmithof am 1. Juni 1991. Die letzten Güterzüge auf einem eher kurzen Abschnitt der Vennbahn bedienten den belgischen Bahnhof Sourbrodt mit militärischem Material für den nahe gelegenen Truppenübungsplatz Elsenborn bis 1999, diese schweren Panzertransporte erreichten Sourbrodt allerdings vorrangig über die Vennquerbahn, von Jünkerath kommend über Bütgenbach und Weywertz, wo Kopf gemacht werden musste. Von Stavelot über Malmedy und Weywertz gab es darüber hinaus noch bis Anfang 2004 Holztransporte zum Sägewerk in Büllingen. Mit der Einstellung dieser Verkehre Anfang 2004 endete nicht nur der Güterverkehr auf den letzten befahrbaren Abschnitten der Vennbahn, sondern auch der Gesamtverkehr im ehemaligen Vennbahnnetz.
Nach der Einstellung des Güterverkehrs durch die SNCB 1989 wurde der Versuch unternommen, die landschaftlich reizvolle Strecke über den Belgische Vennbahn V.o.E., einen gemeinnützigen Verein als Museumsbahn für den Tourismus zu etablieren.
Zwischen Raeren und Bütgenbach gab es seither in der Sommersaison Wochenend- und Feiertagsverkehr mit dampf- und dieselbespannten Museumszügen; einige Züge fuhren sogar bis Stavelot und Trois Ponts. Nach zwölf durchaus erfolgreichen Jahren musste aber auch diese Form der Nutzung Ende 2001 eingestellt werden, weil der Oberbau völlig abgenutzt und die notwendigen zweistelligen Millionenbeträge nicht aufzubringen waren. Damit war das Ende gekommen; die Umwandlung der Trasse in einen Fahrradweg folgte.

### Historische topografische Karten
In der Deutschen Fotothek sind Fotografien von historischen topografischen Karten (sogenannte Meßtischblätter) aus den Jahren 1895 bis 1935 aufgeführt, die auch den Streckenverlauf der Vennbahn enthalten.

## Streckenverlauf auf deutschem Staatsgebiet

### Haltepunkt Philipswerk
In einem weiten Rechtsbogen verläuft die Strecke parallel zum Eisenbahnweg. Nach etwa 1,5 Kilometern kreuzt sie die Philipsstraße an der Straßenkreuzung Philipsstraße. Wenige Meter hinter dieser Kreuzung befand sich früher ein Anschlussgleis, das den Eisenbahnweg kreuzte und mehrere Firmen im Bereich des Freunder Weges anschloss. Ein kurzes Stück weiter beim Kilometerpunkt 1,8 befand sich früher der Haltepunkt Philipswerk.
Dieser Haltepunkt war nur eine temporäre Einrichtung, vermutlich für das Personal des Philipswerkes und der anderen dort ansässigen Industriebetriebe angelegt. Beim Beginn der fünfziger Jahre gebaut, blieb der Haltepunkt nur bis zur Einstellung des Personenverkehrs im Jahr 1960 erhalten. Heute existiert von diesem Haltepunkt nichts mehr.
Dort befand sich auch das Anschlussgleis der Philipswerke. Von diesem Anschluss ausgehend verzweigten sich einzelne Gleise über das gesamte Areal der Philipswerke. Das Ausziehgleis verlief ein ganzes Stück parallel zum Streckengleis bis hinter die Brücke des Madrider Rings.
Heute enden die Gleise am Werktor. Nach der Stilllegung des weiterführenden Streckengleises wurde das noch erhaltene Rumpfstück der Strecke fest auf das Anschlussgleis geschwenkt. Dort befand sich früher eine Weiche, an der das Streckengleis der Vennbahn geradeaus weiterführte.

### Bahnhof Brand

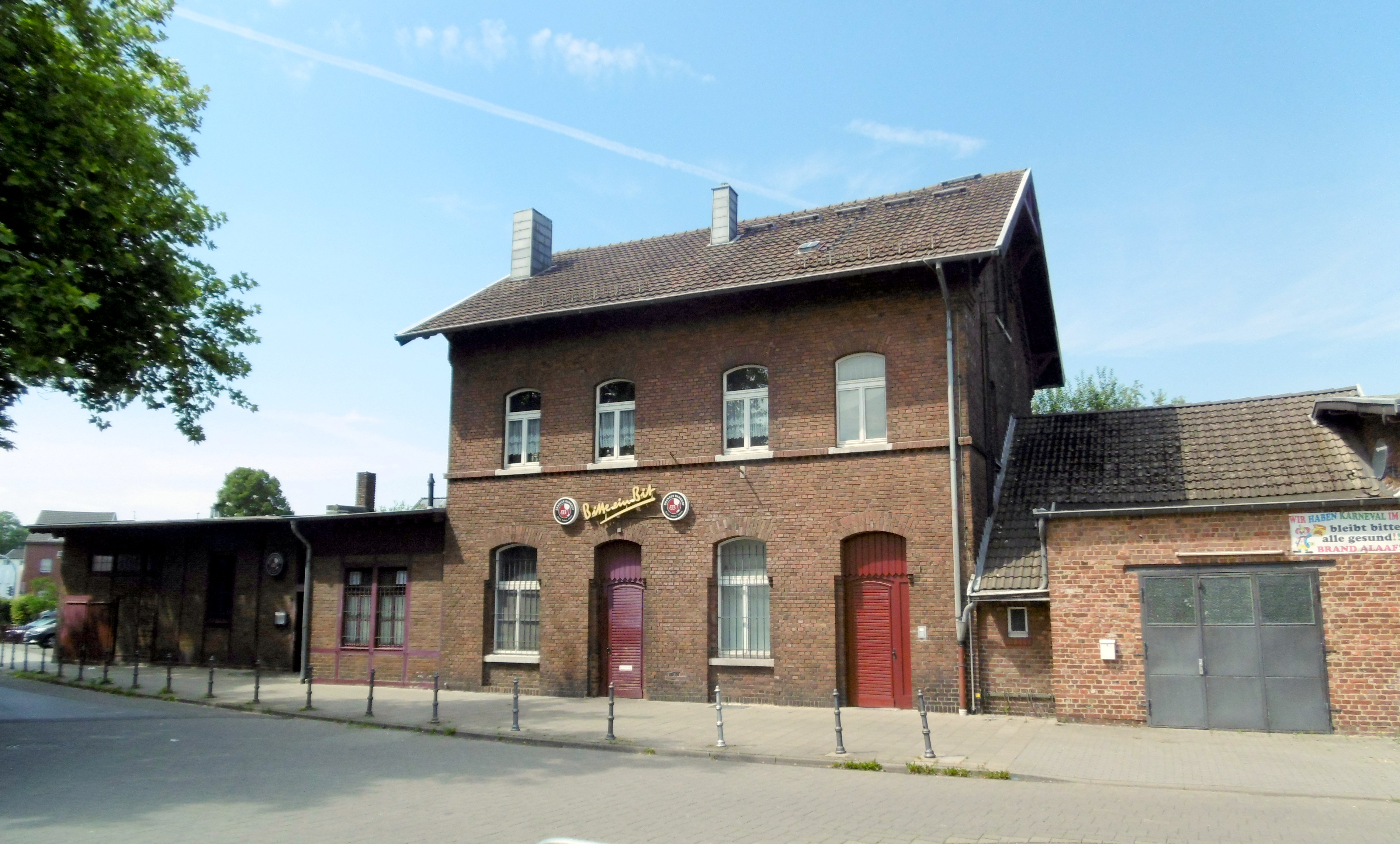
Ehemaliger Vennbahn-Bahnhof Brand (Rheinland)

Die Trasse verläuft entlang des westlichen Ortsrands von Brand, zwischen der Siedlung und der Autobahn. Auf Höhe der Gewerbeflächen an der Nordstraße beschreibt die Strecke einen Linksbogen und erreicht noch vor der Kreuzung mit der Trierer Straße den Bahnhof Brand.
Der Bahnhof Brand befand sich zwischen Trierer Straße und Eckenerstraße (s. Lage) am Kilometerpunkt 5,2. Er wurde am 1. Dezember 1885 als Bahnhof Brand eröffnet und in den 1950er Jahren nach Brand (Rheinland) umbenannt. Am 29. Mai 1960 wurde der Personenverkehr eingestellt, am 1. April 1980 schließlich auch der Güterverkehr. Neben zwei Gleisen für Personenverkehr gab es auch ein Stumpfgleis für den angebauten Güterschuppen und die Ladestraße. Zwischen 1913 und 1928 war im Bahnhof ein Anschlussgleis der Waggonfabrik Goosens, deren Firmensitz sich im Bereich des heutigen Camp Pirotte befand. Hinter dem Bahnhofareals beim Kilometerpunkt 7,0, befand sich ein Anschlussgleis für die Tuchfabrik Becker. Die Gleise wurden 1982 zunächst von Brand bis Kornelimünster abgebaut, nach der Streckenstilllegung am 31. August 1984 folgte der Abbau des Reststücks nach Aachen-Rothe Erde im Jahr 1985.
Die frühere Bahntrasse zwischen Rothe Erde und Walheim wird heute als Rad- und Fußgängerweg genutzt und ist als Vennbahnweg bekannt. Das Empfangsgebäude des Bahnhofs wurde von der Stadt Aachen gekauft und Vereinen aus Brand zur Nutzung zur Verfügung gestellt. 2006 wurde das Bahnhofsgebäude wieder verkauft und zu einem Restaurant umgebaut. Die Nutzungsmöglichkeiten für die Vereine bestehen weiterhin.

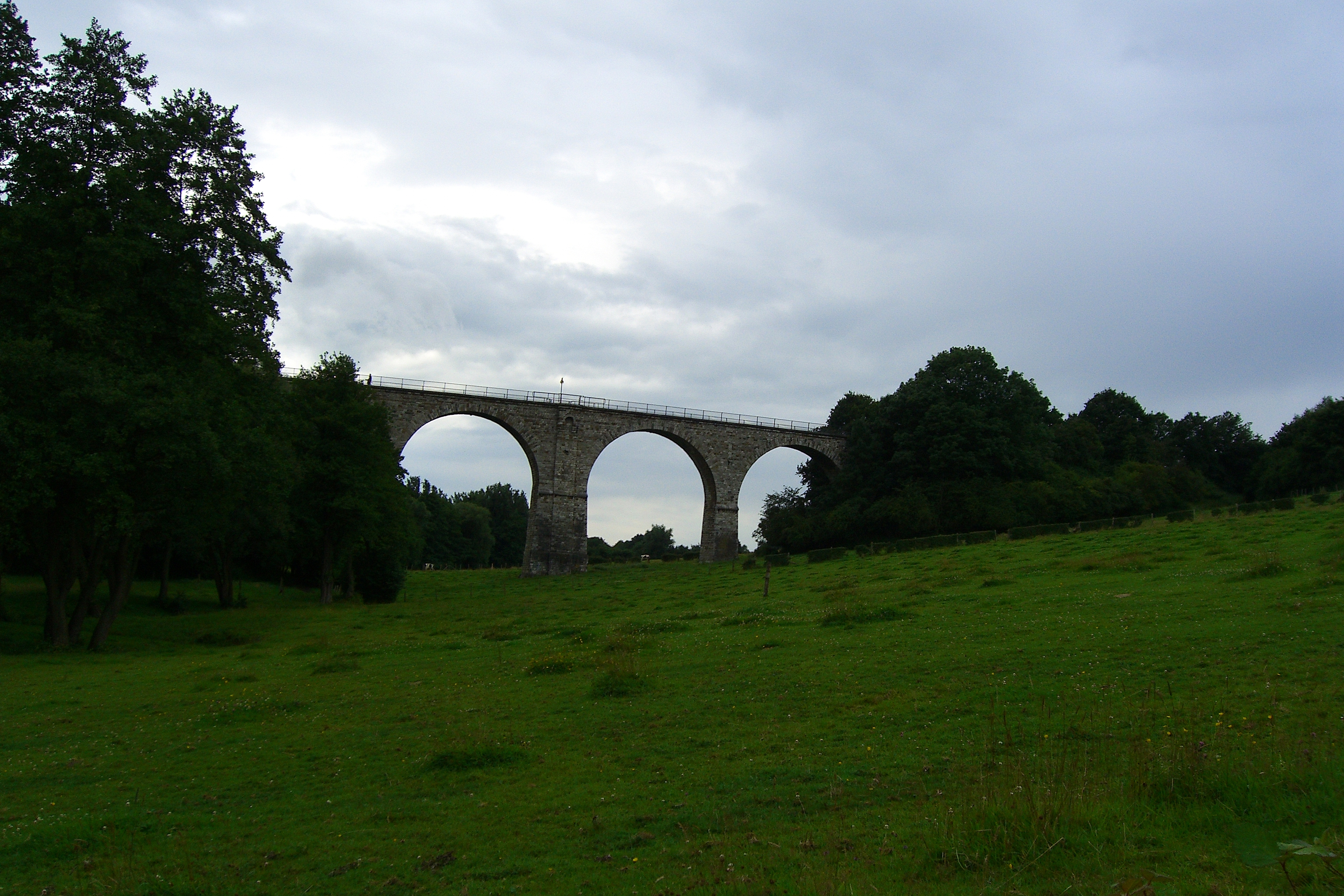
Das Rolleftalviadukt

### Haltepunkt Niederforstbach
Der Haltepunkt (km 7,4) wurde 1949 gebaut und lag an der Beckerstraße. Er hatte eine einfache Ausstattung. Mit der Einstellung des Personenverkehrs 1960 wurde der Haltepunkt auch wieder abgerissen. Reste sind keine mehr zu finden.

### Rollefbachtalviadukt
Am Kilometerpunkt 7,7 befindet sich das gut erhaltene und sanierte Rollefbachtalviadukt. Das Viadukt ist 128 Meter lang und maximal 24 Meter hoch. Es wurde im Zweiten Weltkrieg nicht zerstört.

### Bahnhof Kornelimünster

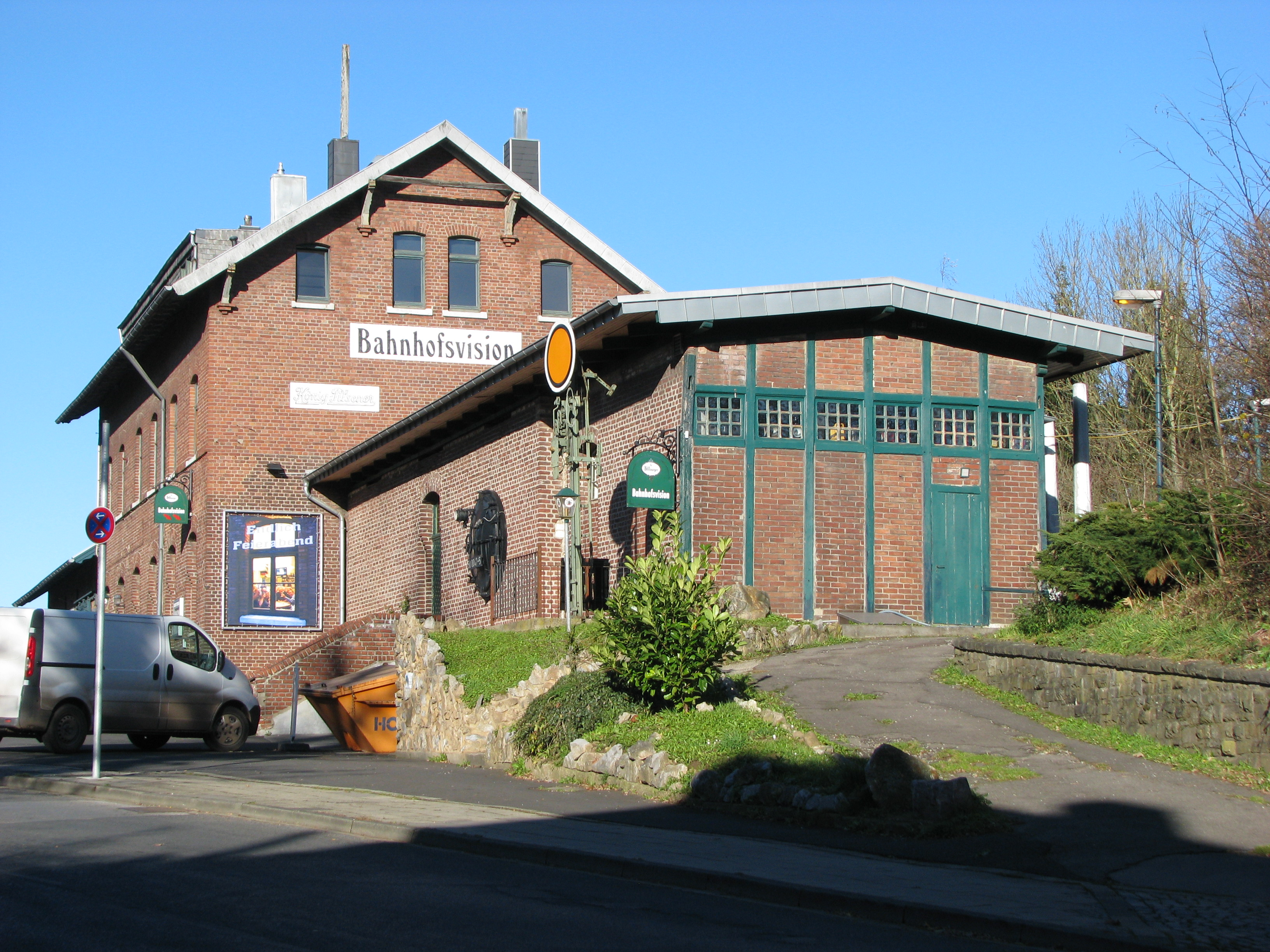
Der ehemalige Bahnhof Kornelimünster, heute ein Restaurant

Der Bahnhof Kornelimünster wurde 1885 – im selben Jahr wie der Bahnhof Brand – gebaut. Er stand am Kilometerpunkt 9,3 und hatte früher für den Personenverkehr mit drei Gleisen zwei Bahnsteige. Ferner existierten für den Güterverkehr zwei Gleise und ein Stichgleis mit Kopframpe und Ladestraße. Im Bahnhof gab es ein zusätzliches Anschlussgleis für die nahegelegenen Kalkwerke. Nach dem Ende des Personenverkehrs im Jahr 1960 wurde die Güterabfertigung im Jahr 1980 eingestellt.
Das Empfangsgebäude samt Güterschuppen ist erhalten, wurde renoviert und steht unter Denkmalschutz. Das Gebäude wurde als Restaurant mit der Bezeichnung Bahnhofsvision umfunktioniert.

### Bahnhof Walheim

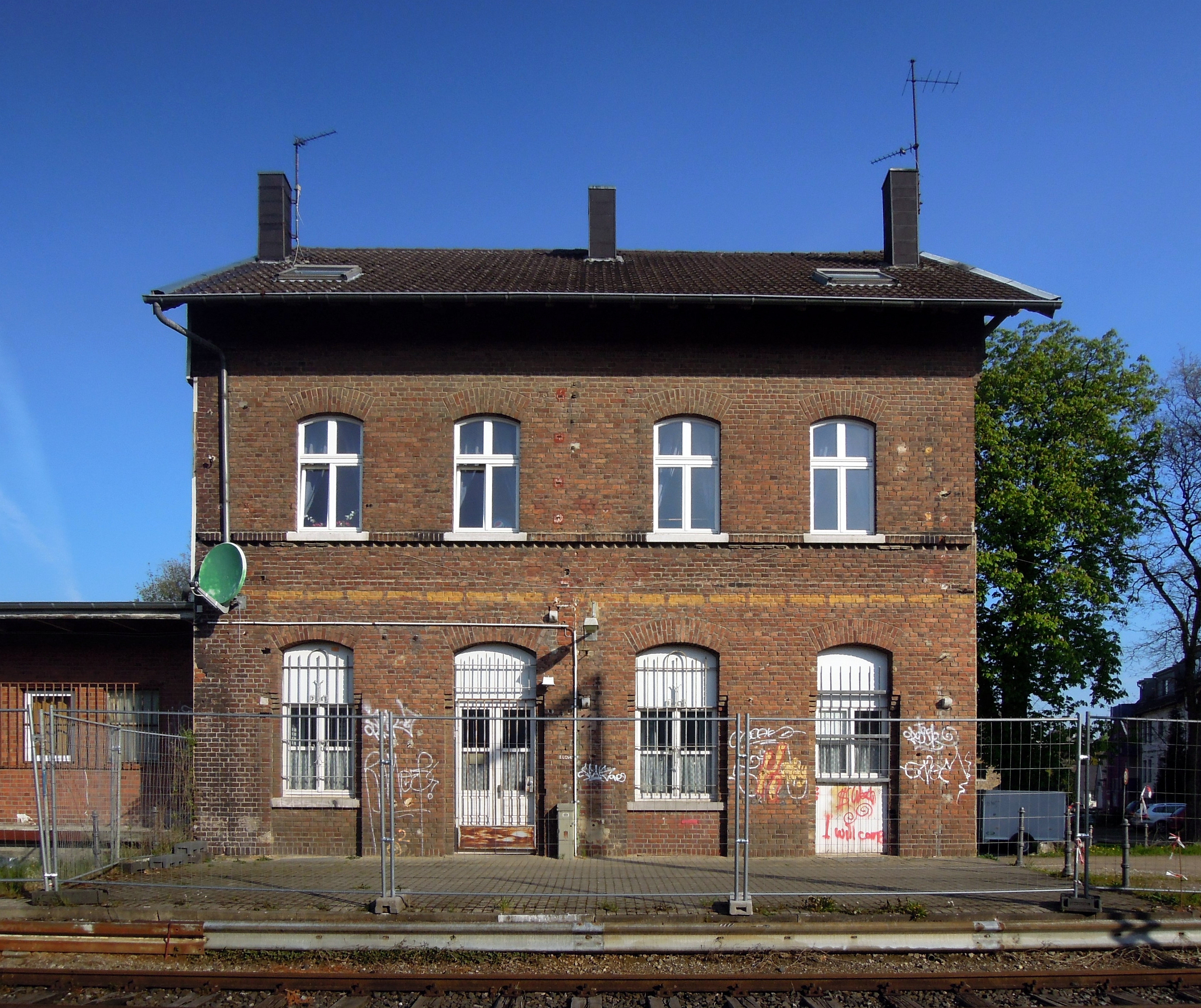
Typisches Empfangsgebäude der Vennbahn im Bahnhof Walheim

### Iterbachviadukt

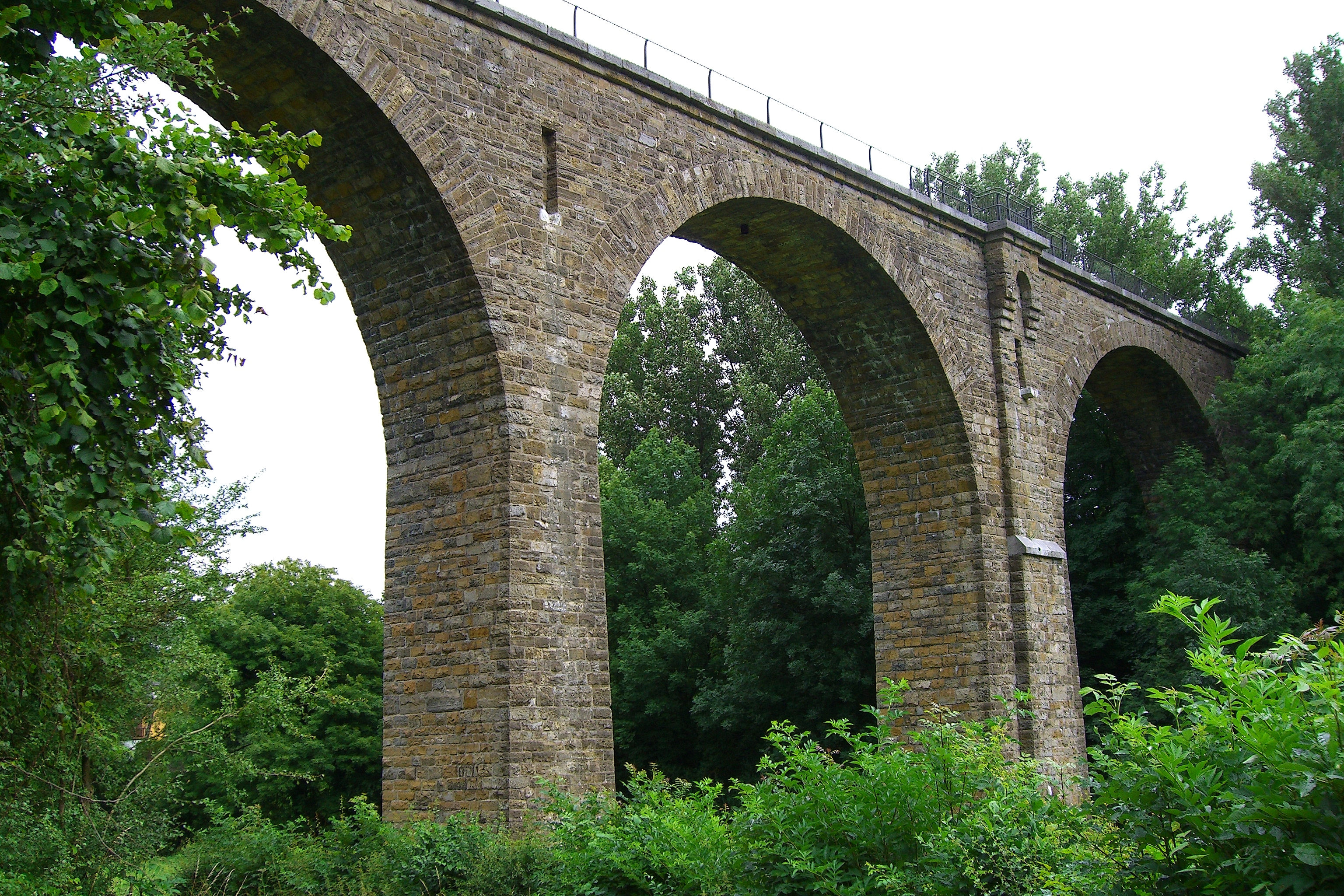
Das Iterbachviadukt

Hinter Kornelimünster liegt das denkmalgeschützte Iterbachviadukt am Kilometerpunkt 9,8. Das 130 Meter lange und bis zu 22 Meter hohe Viadukt überspannt das Tal des Iterbachs.

### Haltepunkt Hahn
Bis ins Jahr 1895 bestand bei km 11,2 – etwa einen halben Kilometer hinter dem Falkenbach-Viadukt – ein Abzweig, an dem die Strecke von Stolberg in die Strecke Aachen-Rothe Erde – Walheim (Aachener Ast der Vennbahn) mündete. Von dort aus wurde der Verkehr auf einem Gleis bis in den Bahnhof Walheim geführt. 1895 wurde wegen des hohen Verkehrsaufkommens ein eigenes Gleis für die Strecke von Stolberg parallel zum Gleis von Aachen bis zum Bahnhof Walheim verlegt, der damit zum neuen Endpunkt der Strecke wurde. 1951 wurde an der Strecke von Aachen der neue Haltepunkt Hahn eingerichtet. Erst ab 1955 wurde der am Streckenkilometer 11,7 befindliche Haltepunkt auch von Zügen von und nach Stolberg bedient und bereits 1961 wieder aufgegeben. Am Abzweig Hahn befand sich früher ein Stellwerk, das mittlerweile genauso wie der Haltepunkt abgerissen wurde.

### Haltepunkt Schmithof
Der Haltepunkt Schmithof wurde zwischen 1927 und dem 2. Oktober 1932 wegen der Folgen des Ersten Weltkriegs als Grenzhaltepunkt Deutschlands gebaut. Er lag am Kilometerpunkt 15,1 und hatte eine einfache Bauweise mit einem Seitenbahnsteig und einem kleinen Stationsgebäude. In der Zeit vom Ende des Zweiten Weltkrieges im Mai 1945 bis zum 29. Mai 1960 war der Haltepunkt Schmithof die Endstation im Personenverkehr auf der deutschen Seite der Vennbahn. Nach dem Verlassen des Haltepunktes überquert die Trasse die Frennetstraße; weiter verläuft die Strecke nahezu geradlinig in südwestlicher Richtung durch den Münsterwald. Dort passiert die Strecke die deutsch-belgische Grenze bei km 17,3.

### Hemmeres
Bei Hemmeres (zwischen Lommersweiler und Auel) verlief die Vennbahn auf einer Länge von 1134 m auf der Ostseite der Our. Am 1. April 1949 kam dieses Gebiet als sogenanntes belgisches Annexionsgebiet unter belgische Verwaltung und wurde erst am 28. August 1958, inklusive der Eisenbahntrasse, nach Deutschland rückgegliedert. Die Eisenbahnstrecke ist heute ein Fahrradwanderweg. Siehe Vennbahn (Radweg).

## Streckenverlauf auf belgischem Staatsgebiet

### Bahnhof Raeren

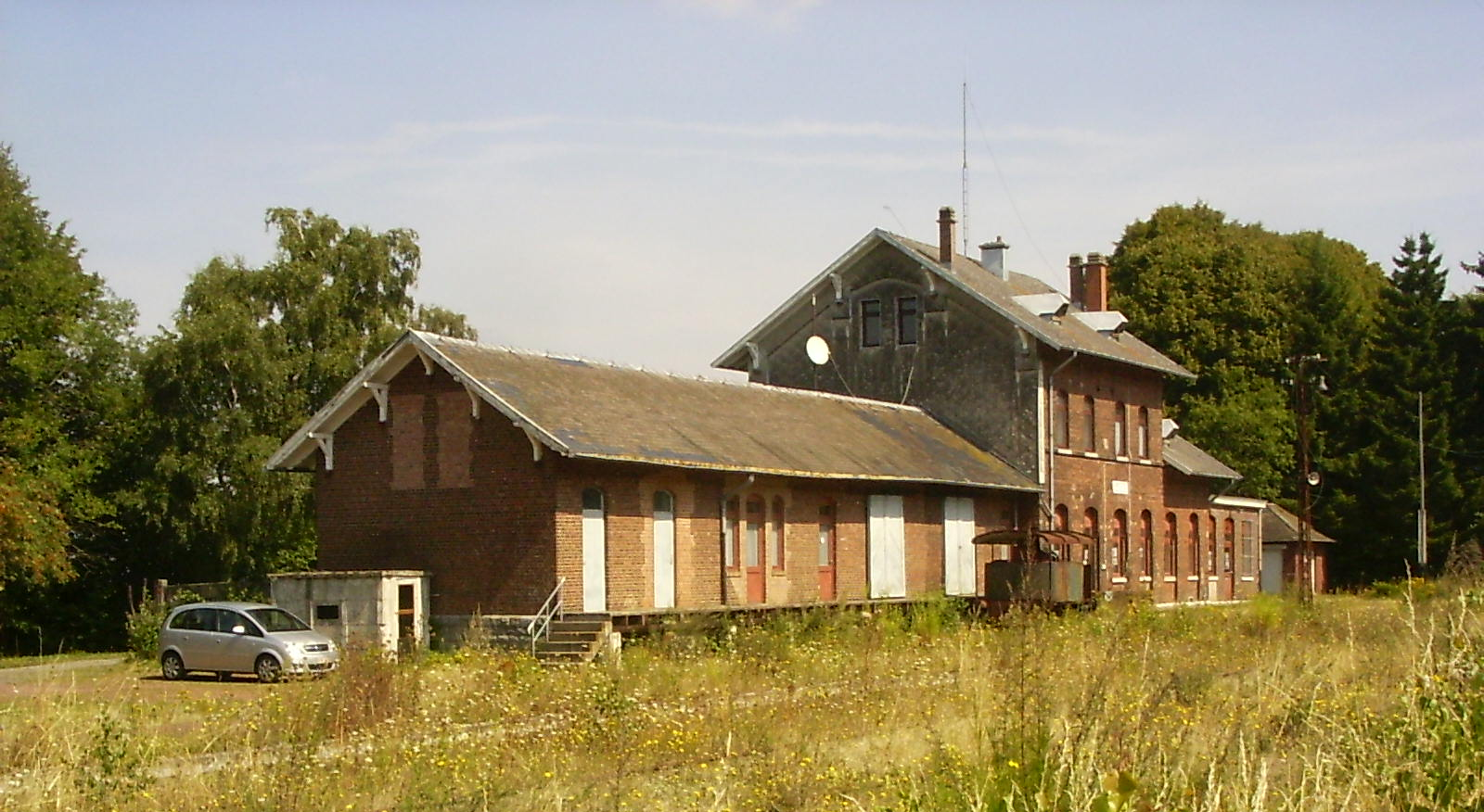
Empfangsgebäude von Raeren
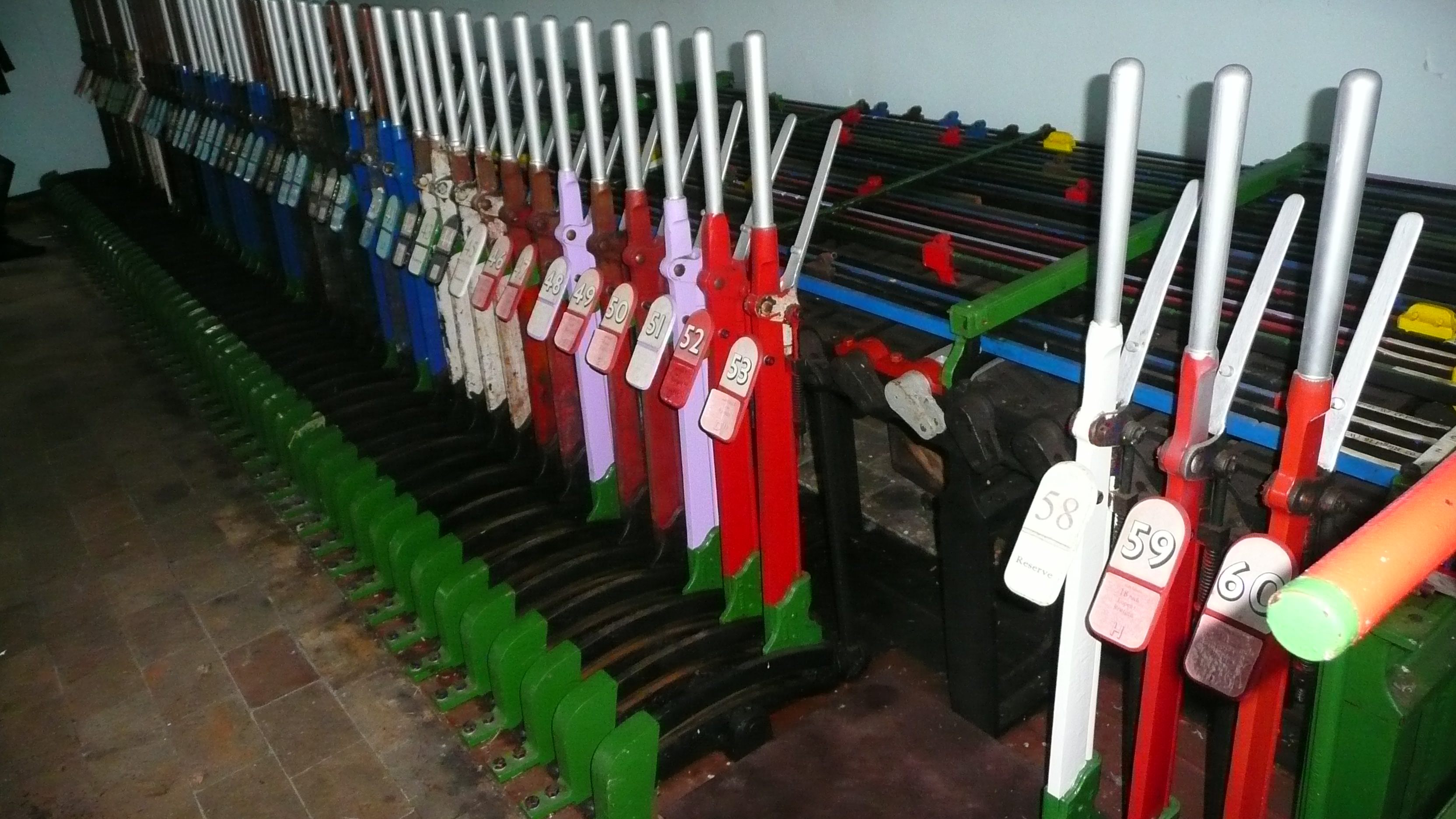
Hebelbank im Stellwerk der Bauart Saxby

Der Bahnhof Raeren wurde 1885 eröffnet. Erst zwei Jahre später erreichte die Strecke aus Eupen den Bahnhof Raeren. Nach Inkrafttreten des Versailler Vertrags war Raeren ab Februar 1921 der Grenzbahnhof zwischen Belgien und Deutschland. Das Empfangsgebäude ist gemauert und befindet sich heute noch in einem guten Zustand. Ebenfalls existieren zwei mechanische Stellwerke, von denen eines der englischen Bauart Saxby entstammt und eines von Siemens hergestellt wurde. Dieses Saxby-Stellwerk gilt als das letzte betriebsfähige Saxby-Stangenstellwerk auf dem europäischen Festland. Die 2018 unter Denkmalschutz gestellte Drehscheibe drehte letztmalig 1972 eine Dampflok.
Auf dem Gelände des Bahnhofs befindet sich eine zweigleisige Werkstatthalle, die im Jahr 1992 erbaut wurde. Ursprünglicher Nutzer war der Verein Vennbahn V.o.E, der sie zur Instandhaltung seines Fahrzeugbestands nutzte. Die Baukosten der Halle von umgerechnet rund 310.000 Euro wurden von der deutschsprachigen Gemeinschaft Belgiens aufgebracht. Nach der Einstellung des Fahrbetriebs und dem Verkauf der Fahrzeuge wurde die Halle nicht mehr genutzt, sodass es zwischenzeitlich sogar Überlegungen gab, das Gebäude abzubauen und an einem anderen Ort wieder aufzustellen. Schließlich konnte mit dem Lokomotivhändler Rails et Traction ein Mieter gefunden werden, der die Halle zur Aufarbeitung von zum Verkauf stehenden Schienenfahrzeugen nutzt. Mittlerweile nutzen die Eisenbahnfreunde Grenzland e. V. aus Aachen ebenfalls einen Teil der Halle.

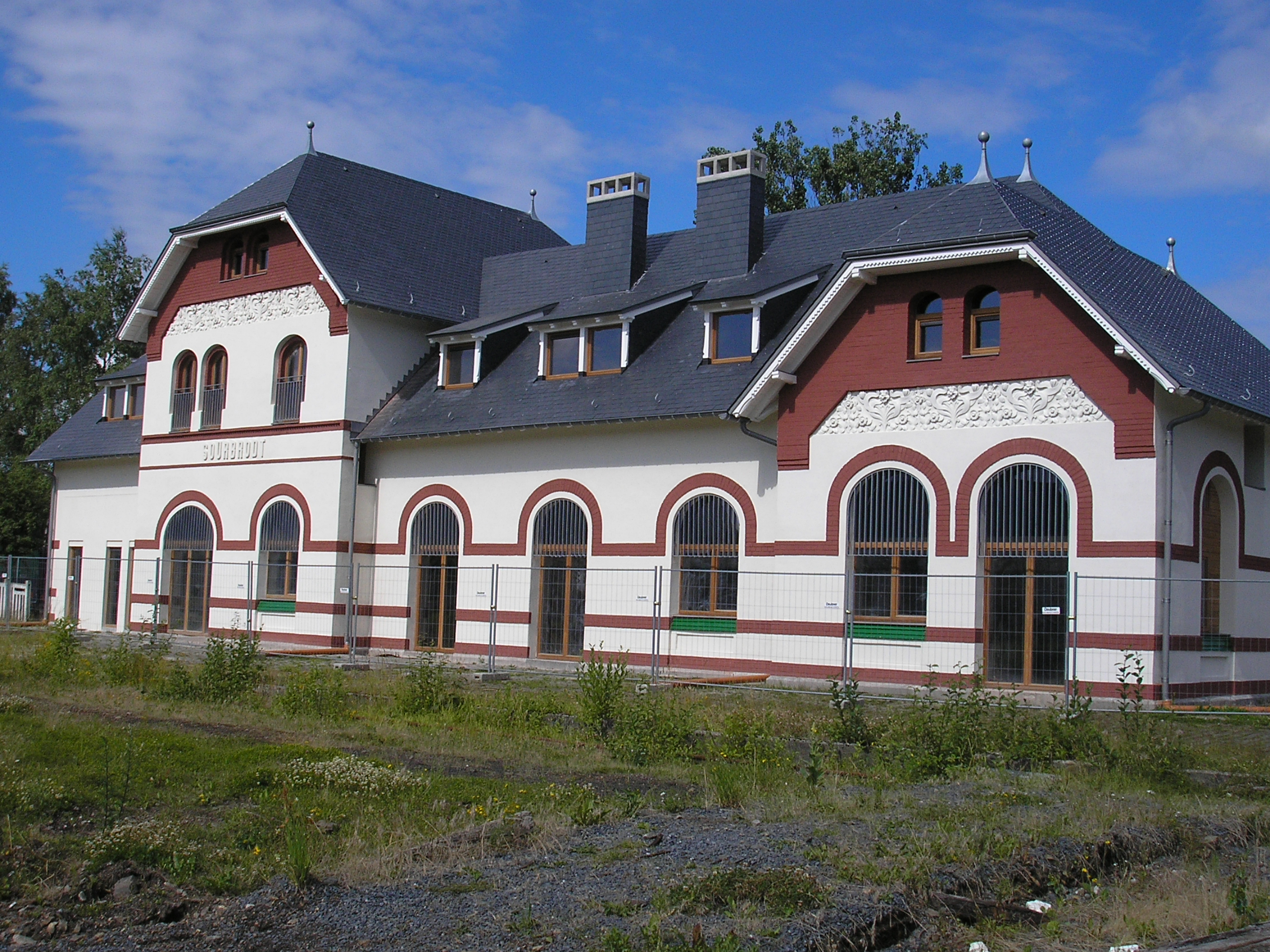
Der einst bedeutende belgische Bahnhof Sourbrodt nach der Fassadenrenovierung

Ab Walheim (Grenze) bis Luxemburg ist der Streckenverlauf belgisches Staatsgebiet. So verläuft die Strecke auch durch Deutschland in einem Korridor mit belgischen Hoheitsrechten. Dazu zählen auch Feuerwehr, Zoll und Polizei. Dieser Korridor beginnt etwa bei Roetgen und endet bei Monschau-Kalterherberg. Teile dieser Städte und Gemeinden werden so zu Exklaven, da die Vennbahn durch den Ort führt. Ehemalige Bahnhofsgebäude und Wohnhäuser auf der Strecke haben so 2 unterschiedliche Adressen, eine belgische und eine deutsche.
Folgende Orte berührt die Vennbahn nach Monschau-Kalterherberg: Sourbrodt, Robertville, Viadukt Weywertz, Weywertz-Nidrum, Bütgenbach, Jünkerath, Weywertz, Faymonville, Weismes, Ondenval, Montenau, Born (Eifel), St. Vith, Lommersweiler, Elcherather Tunnel, Ourtalviadukt, Auel, Reuland, Burg-Reuland, Oudler, Lengeler, Tunnel Wilwerdingen, hier befindet sich die Staatsgrenze nach Luxemburg.

## Streckenverlauf in Luxemburg
Wilwerdingen, Strecke von Spa, Tunnel Ulflingen, Endpunkt ist Ulflingen.

## Abbau der Gleise und Folgen für die Grenze

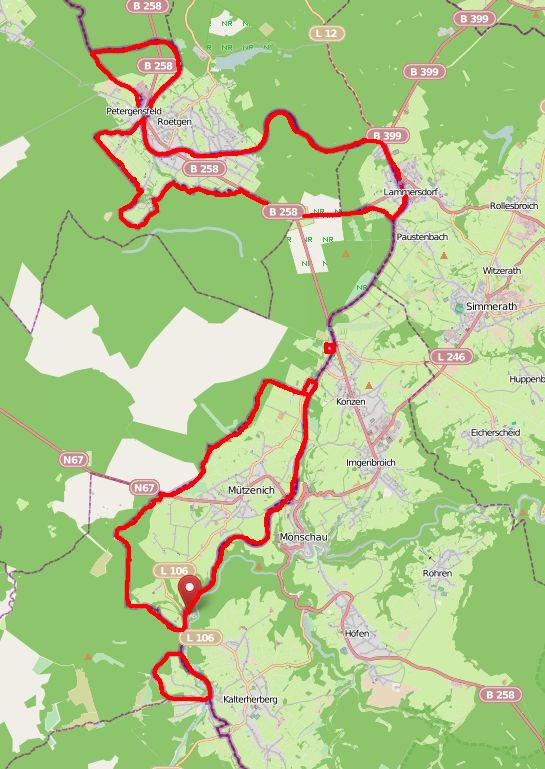
Exklaven durch die belgische Vennbahntrasse

Im Januar 2008 bemerkte der beigeordnete belgische Bezirkskommissar Marcel Lejoly, dass der geplante Abbau der Schienen „internationale Konsequenzen“ nach sich ziehen könne. Es sei nicht auszuschließen, dass die ehemalige Eisenbahntrasse und ihre Aufbauten an Deutschland zurückzugeben seien. Der deutsch-belgische Grenzvertrag von 1956 (BGBl. 1958 II S. 262) enthält keine Regelung für diesen Fall.
Jedoch erklärten sowohl das belgische Außenministerium als auch das Auswärtige Amt in Deutschland, dass die Grenzen abschließend vertraglich geregelt seien und somit keine Änderung stattfinden werde.
Im südlichen Teil der Vennbahn hingegen, wo die Gleise schon seit 1954 abgebaut waren, wurde durch den Grenzvertrag von 1956 auch die bei Hemmeres für gut einen Kilometer durch Rheinland-Pfalz verlaufende Bahntrasse von Belgien an Deutschland zurückgegeben.

## Heutige Nutzung
Da eine Wiederaufnahme des Betriebes für den Schienenverkehr zwischen Deutschland, Belgien und Luxemburg nur nach einer umfangreichen Sanierung möglich gewesen wäre, wurde auf (bzw. streckennah) der Vennbahntrasse ein neuer Fernradweg gebaut, der 2013 offiziell eröffnet wurde. Er ist in das RAVeL-Netz (frz.: Réseau Autonome de Voies Lentes) integriert worden.
Als Schienenstrecke verblieben lediglich die Gleise zwischen Stolberg, Walheim und Raeren, Raeren–Eupen sowie Kalterherberg–Sourbrodt. Auf dem im Juni 2001 reaktivierten kurzen Abschnitt zwischen Stolberg (Rheinl.) Hbf und Stolberg-Altstadt wird heute Personenverkehr mit Triebwagen der Euregiobahn durchgeführt. Die Haltepunkte Stolberg Altstadt (bis 2001 Stolberg Hammer), Stolberg Rathaus, Stolberg Mühlener Bf und Stolberg Schneidmühle entstanden neu. Außerdem verkehren regelmäßig Güterzüge zwischen Stolberg (Rheinl) Gbf und Rüst.
Die Strecke Stolberg – Raeren ist gesperrt, aber noch befahrbar und wird teilweise für Sonderfahrten der Euregiobahn genutzt. Die Strecke von Raeren nach Eupen ist generell befahrbar, wird zurzeit aber nur für gelegentliche Überführungsfahrten zu einem in Raeren ansässigen Lokomotivhändler verwendet. Die belgischen Eisenbahnen ziehen in Betracht, diese Strecke im Güterverkehr mit Köln zur Umgehung des Knotens Aachen zu reaktivieren. Im Januar 2009 wurden deshalb von Raeren bis zur Grenze in Richtung Walheim die Schwellen ausgetauscht und die Gleise neu eingeschottert. Die EVS Euregio Verkehrsschienennetz (EVS) als Eigentümer der Strecke Walheim (Grenze) – Stolberg und der Aachener Verkehrsverbund (AVV) planen, diesen Abschnitt in unbestimmter Zukunft zu reaktivieren (Stand 2014).
Bereits im Jahr 2004 wurde zwischen den Bahnhöfen von Kalterherberg und Sourbrodt von einem belgischen Unternehmer ein Verkehr mit Fahrraddraisinen unter der Bezeichnung RailBike eingeführt.
Auf der Teilstrecke von Kornelimünster bis kurz hinter der Autobahn bei Aachen-Brand entstand als Oberstufen-Projekt des dortigen Inda-Gymnasiums ein sechs Kilometer langer Planetenlehrpfad. An den auf der Strecke verteilten Planetenstationen befinden sich ein Halbrelief und einige Informationen zu den jeweiligen Planeten. Die Sonne wird hierbei von einer 1,5 Meter großen Betonkugel gebildet.
Seit Oktober 2008 setzt sich der Verein Eisenbahnfreunde Grenzland für den Erhalt der Bahnanlagen im Bahnhof Walheim ein. So wurden bereits das Stellwerk Auf der Kier und der Schrankenposten am Bahnübergang Schleidener Straße restauriert. Auch wurden und werden im Bahnhof Walheim von Vereinsmitgliedern historische Lokomotiven und Eisenbahnwagen wieder aufgearbeitet mit dem Ziel, eines Tages wieder den Abschnitt Stolberg – Raeren befahren zu können. Aus diesem Grund wird die Strecke bis zur deutsch-belgischen Grenze regelmäßig vom Verein freigeschnitten. Seit 2009 finden im Bahnhof Walheim jährlich Bahnhofsfeste statt, um den Erhalt zu finanzieren.

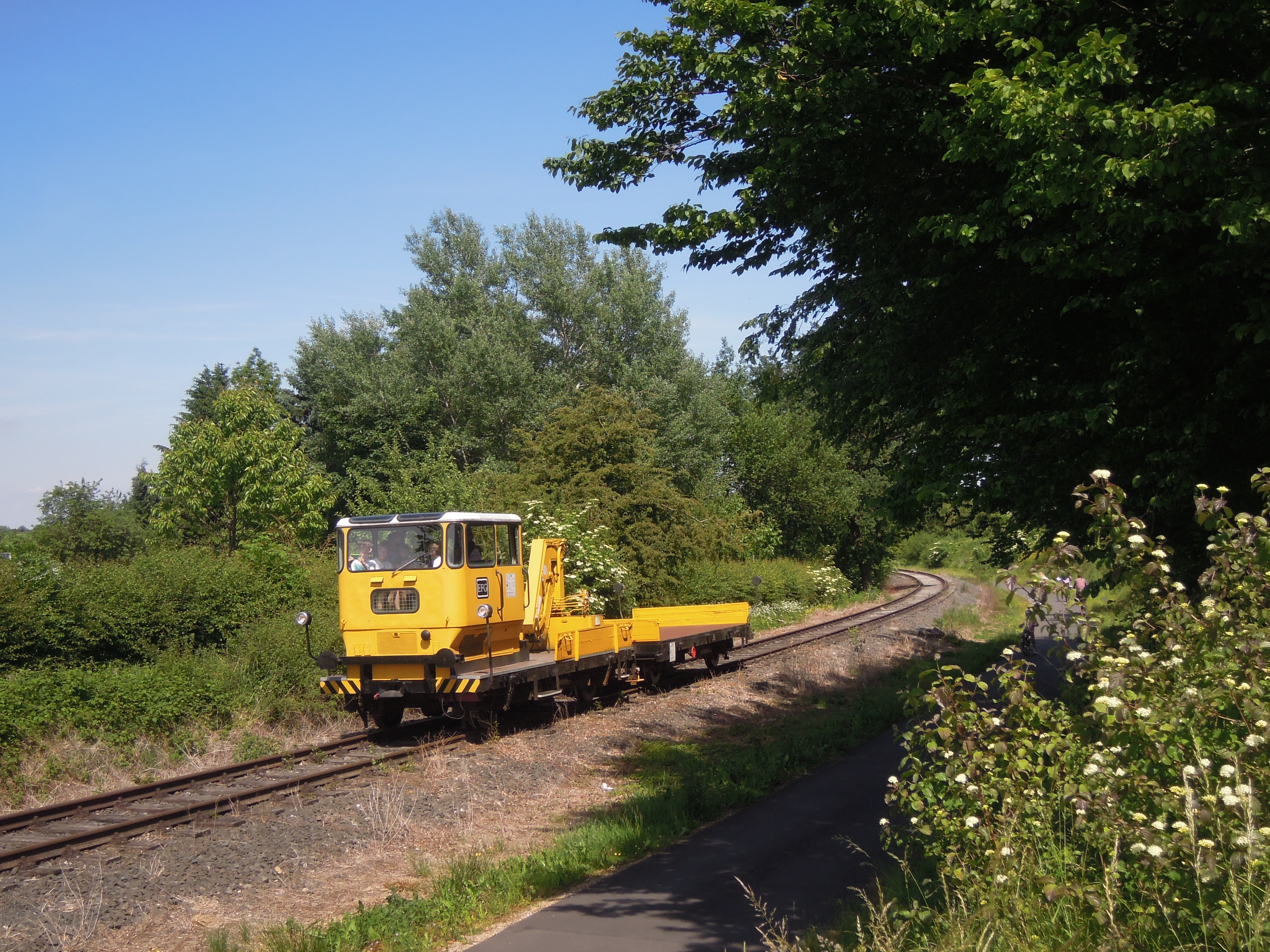
Sonderfahrt der Eisenbahnfreunde Grenzland zwischen Walheim und Schmithof im Juni 2015
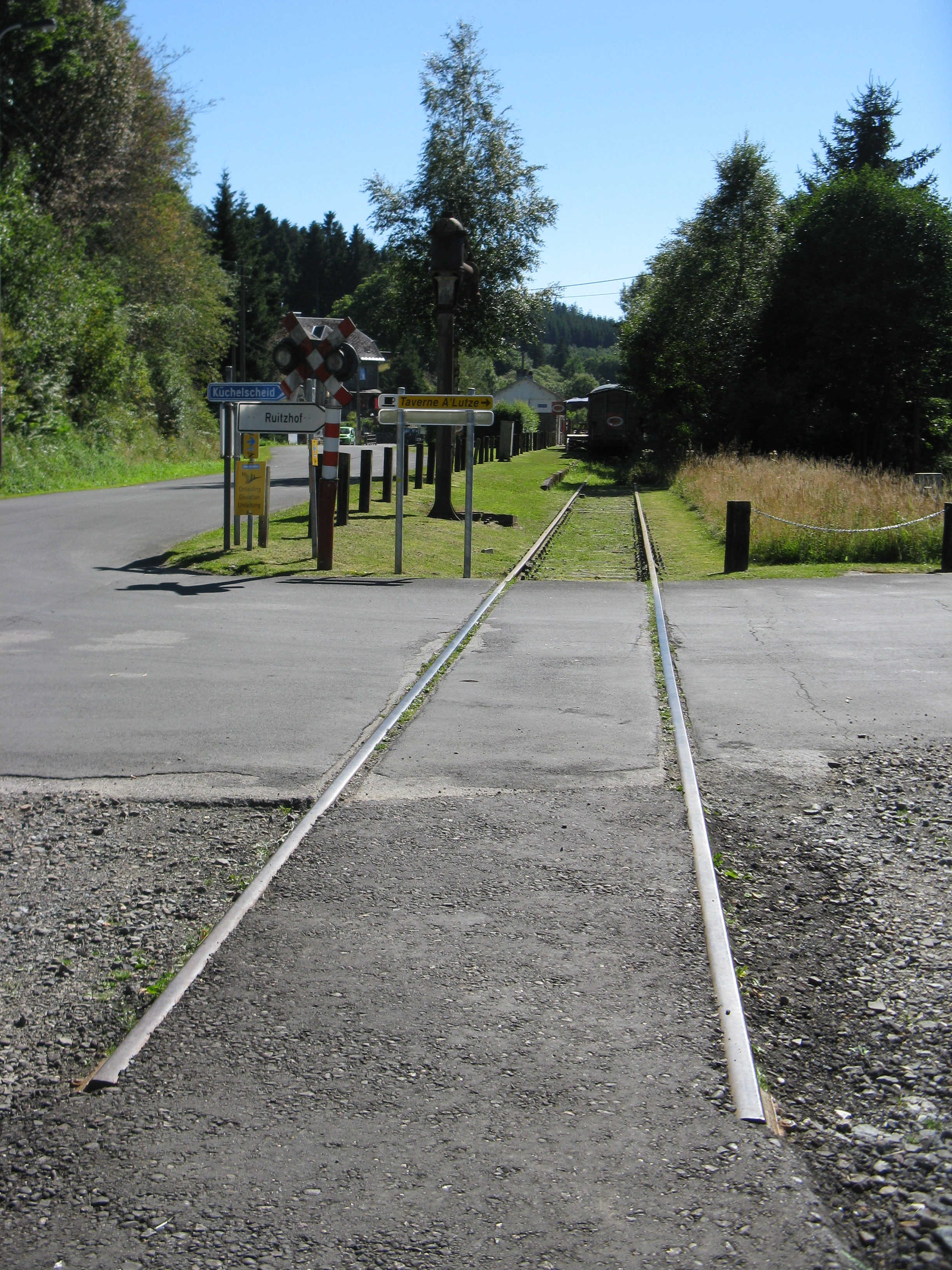
Restgleis und Radweg in Kalterherberg (2012)
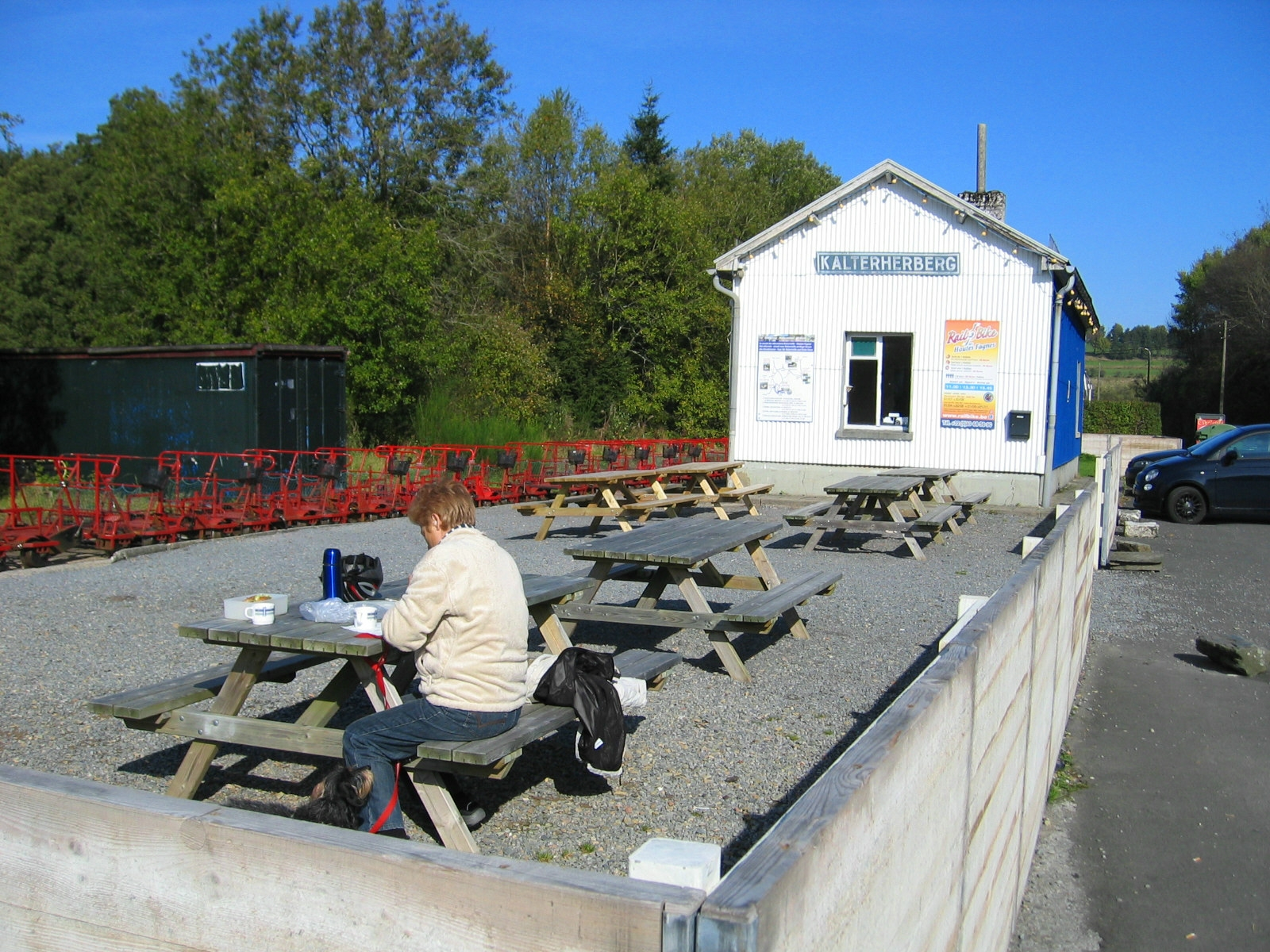
Bahnhof Kalterherberg mit Draisinen (2012)
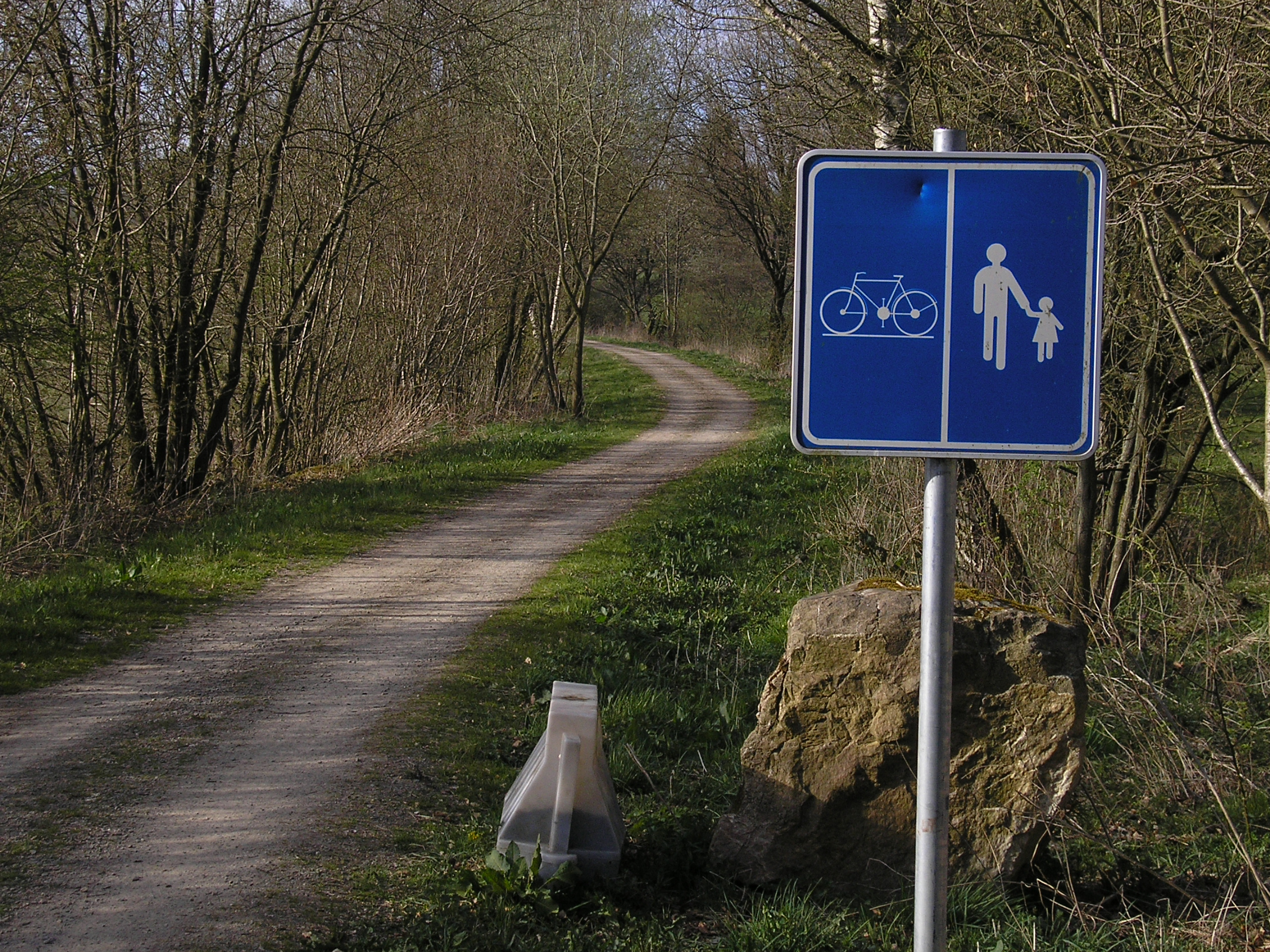
Vennbahn-Radweg bei Ondenval in Belgien